# Gestion de la communication client
 (juin 2021).
La mise en forme du texte ne suit pas les recommandations de Wikipédia : il faut le « wikifier ».
Les points d'amélioration suivants sont les cas les plus fréquents :
- Les titres sont pré-formatés par le logiciel. Ils ne sont ni en capitales, ni en gras.
- Le texte ne doit pas être écrit en capitales (les noms de famille non plus), ni en gras, ni en italique, ni en « petit »…
- Le gras n'est utilisé que pour surligner le titre de l'article dans l'introduction, une seule fois.
- L'italique est rarement utilisé : mots en langue étrangère, titres d'œuvres, noms de bateaux, etc.
- Les citations ne sont pas en italique mais en corps de texte normal. Elles sont entourées par des guillemets français : « et ».
- Les listes à puces sont à éviter, des paragraphes rédigés étant largement préférés. Les tableaux sont à réserver à la présentation de données structurées (résultats, etc.).
- Les appels de note de bas de page (petits chiffres en exposant, introduits par l'outil «  Source ») sont à placer entre la fin de phrase et le point final[comme ça].
- Les liens internes (vers d'autres articles de Wikipédia) sont à choisir avec parcimonie. Créez des liens vers des articles approfondissant le sujet. Les termes génériques sans rapport avec le sujet sont à éviter, ainsi que les répétitions de liens vers un même terme.
- Les liens externes sont à placer uniquement dans une section « Liens externes », à la fin de l'article. Ces liens sont à choisir avec parcimonie suivant les règles définies. Si un lien sert de source à l'article, son insertion dans le texte est à faire par les notes de bas de page.
- La présentation des références doit suivre les conventions bibliographiques. Il est recommandé d'utiliser les modèles {{Ouvrage}}, {{Chapitre}}, {{Article}}, {{Lien web}} et/ou {{Bibliographie}}. Le mode d'édition visuel peut mettre en forme automatiquement les références.
- Insérer une infobox (cadre d'informations à droite) n'est pas obligatoire pour parachever la mise en page.

Pour une aide détaillée, merci de consulter Aide:Wikification.
Si vous pensez que ces points ont été résolus, vous pouvez retirer ce bandeau et améliorer la mise en forme d'un autre article.
La gestion de la communication client (GCC) ou gestion des communications client (en anglais : customer communications management, abrégé CCM) est un type de logiciels qui permettent à des entreprises de facilement contacter des clients via plusieurs plateformes, des SMS aux notifications en passant par les réseaux sociaux. Les logiciels de CCM aident les entreprises à communiquer de manière personnalisée en adaptant le contenu de l'entreprise à l'instrument de l'utilisateur. Cela aide les entreprises à garder de bonnes relations client.
Exemples de logiciels de CCM (liste non exhaustive) : Quadient inspire, OpenText Exstream, Personal Effect, Adobe Experience manager forms, Tango+.

## Description
Les logiciels de CCM sont une nouvelle approche de l'échange de données. Les CCM améliorent et facilitent le processus d'interaction avec les clients et autres parties prenantes (sous-traitants) en personnalisant les messages selon le moyen et la plateforme que le client utilise. Grâce à leur automatisation et une intelligence artificielle de pointe, les logiciels de CCM collectent et trient toutes les données collectées en ligne et hors ligne afin de construire un profil sur la cible des communications. C'est pour cette raison que l'on appelle souvent les CCM « Intelligent Customer Communication Management »,. 

## Détails sur les CCM

### Fonctionnement
Les logiciels de CCM permettent d'intervenir dans plusieurs étapes du parcours client. La personne responsable du logiciel de CCM doit construire tout le parcours client auparavant. Chaque étape doit contenir l'action qui déclenche l'étape, le contenu de l'action ainsi que l'action suivante. Le parcours client final sur un logiciel de CCM doit ressembler à un arbre mathématique.

### Clients types
Les clients types des logiciels de CCM sont des grandes entreprises avec de nombreux clients qui ont des parcours complexes et multi-connectés, comme par exemple des banques ou des assureurs.